# Hinko Smrekar

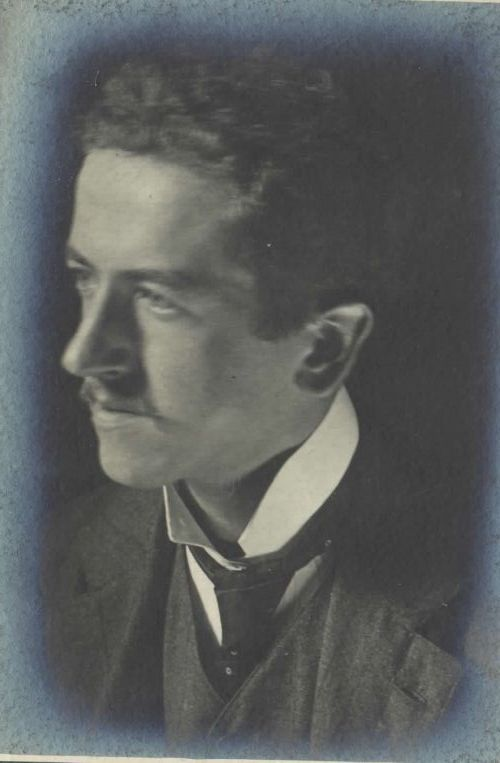
Hinko Smrekar (1910er)

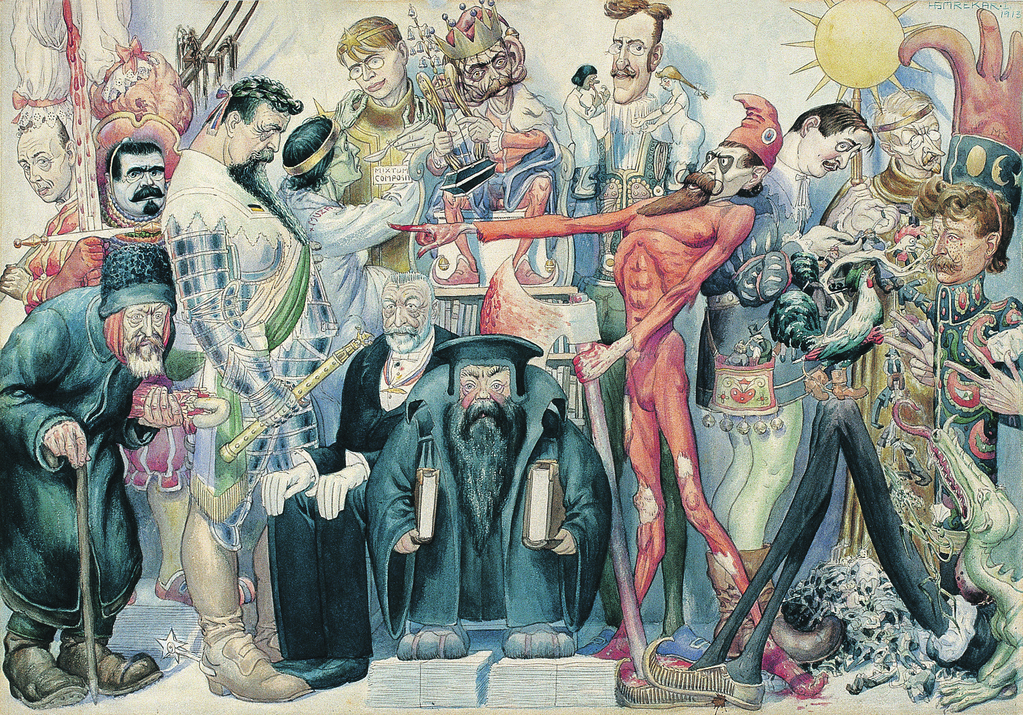
Slowenische Literaten

Hinko Smrekar (* 13. Juli 1883 Ljubljana; † 1. Oktober 1942 ebenda) war ein slowenischer Maler, Zeichner, Karikaturist, Grafiker und Illustrator.
Smrekar studierte ab 1901 Rechtswissenschaften an der Leopold-Franzens-Universität Innsbruck, brach jedoch sein Studium nach vier Semestern ab und widmete sich von da an der Kunst.
Smrekar wurde 1903 Mitbegründer des Wiener Künstlerklubs „Vesna“ (Frühling), wo er vielen slowenischen Künstlern begegnete. Er besuchte die k.k. Kunstgewerbeschule des k.k. Österreichischen Museums für Kunst und Industrie in Wien. 1905 kehrte er zu seiner Familie in Ljubljana und Kranj zurück.
Ab 1905 veröffentlichte er seine Zeichnungen in der satirischen Zeitschrift Osa (Wespe) in Laibach. Gemeinsam mit dem Schriftsteller Maxim Gaspari besuchte er mehrmals München und studierte dort ein Jahr lang Malerei.
Er wurde 1915 zum Militärdienst einberufen und bald als „serbophil“ verhaftet. In der Haft begann er eine Geisteskrankheit zu simulieren und kam in das Krankenhaus in Graz-Scheifling. Er kam als kriegsdienstuntauglich frei.
Während des Ersten Weltkriegs veröffentlichte er einen Zyklus von Antikriegskarikaturen unter seinem Namen.
Nach dem Ersten Weltkrieg versuchte er seine eigene Zeitschrift Pikapok zu gründen. Er illustrierte die Werke Ivan Cankars und anderer slowenischer Autoren und beschäftigte sich darüber hinaus mit Zeichnenunterricht.
1927 starb seine Mutter und Smrekar blieb allein zurück, den Vater hatte er bereits 1906 verloren.
Während des Zweiten Weltkriegs wurde er 1942 als Mitglied der Widerstandsbewegung von italienischen Besatzern festgenommen und zwei Tage später ohne Gerichtsverfahren hingerichtet.